# 拉米亚 (巴斯克神话生物)

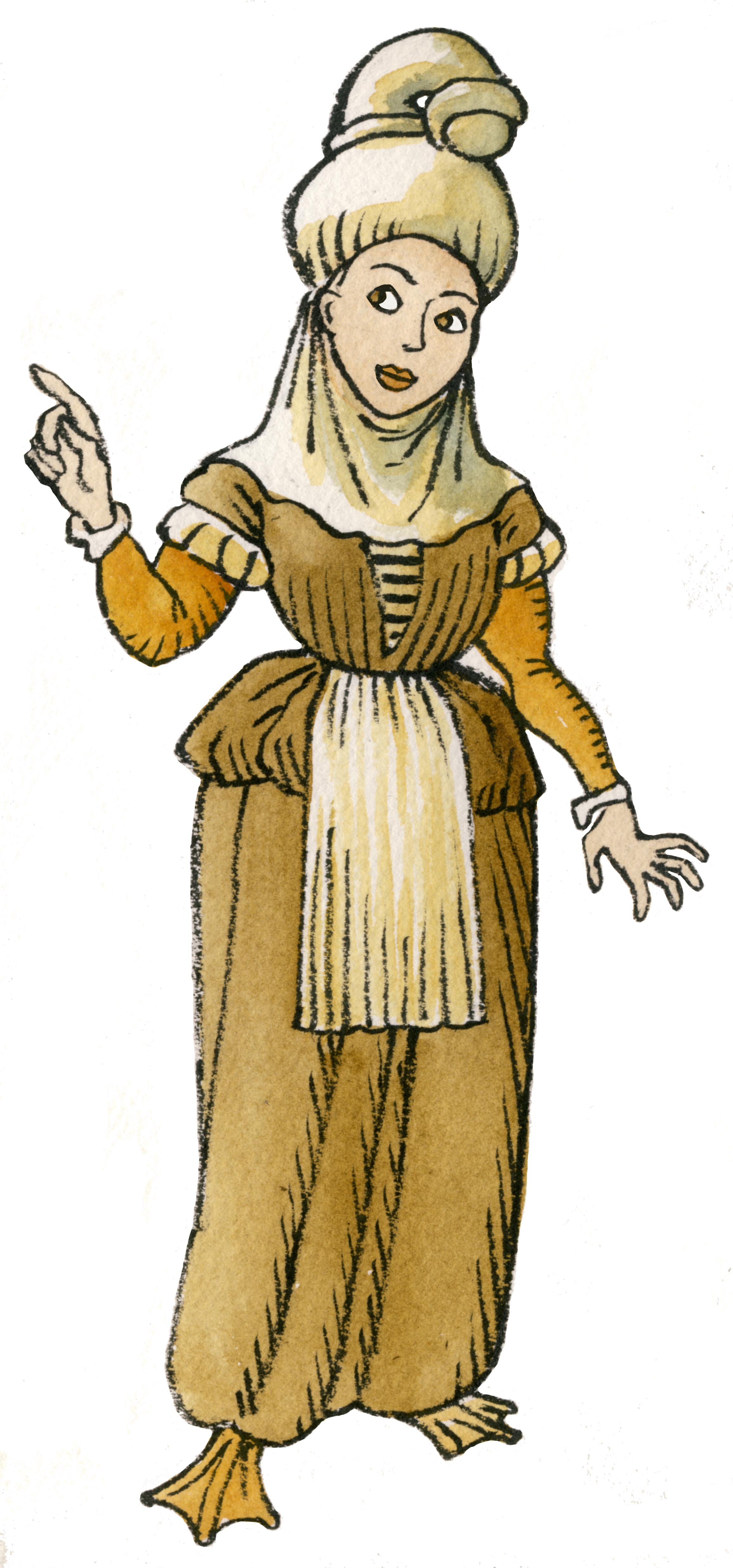
巴斯克传说中的拉米娜（lamina），图中戴上了女式头巾。

拉米亚（眾数：Lamiak），又称拉米那是巴斯克传说中的一种与塞壬或涅瑞伊得斯相似的生物。这些拉米亚克（Lamiak）也叫做拉米那克（Laminak）或阿米拉米亚克（Amilamiak），平时多生活在河水里，对人类没有敌意。它们多被描述为雌性，长着脚蹼，头部与人类相似，外表秀丽，喜欢在河边用一把金梳子梳理自己长长的秀发。它们可以轻易使见到她们的男人动心。
在沿海区域，也有关于它们的传说。有些人相信它们本是海中的一种名为Itsaslamiak的神奇生物，这种生物有着鱼一样的尾巴，可算作美人鱼的一种。 

## 传说
拉米亚克会回报那些给她们带来礼物的人，对他们的工作提供帮助。如果一个农夫在河边留下了一些食物，拉米亚克会在夜晚吃掉食物；作为回报，拉米亚克会帮他搞定还没有耕作完的田地。在一些地方，人们愿意相信桥梁是由拉米亚克建造的，比如Ebrain（位于下那瓦拉的比達賴）、Azalain（位于吉普斯夸省的安多阿因）和Urkulu（位于吉普斯夸省的伦特斯-加特萨加）这些桥梁据传都是由它们在夜晚建成的。
同样也有地方传说这些拉米亚克如果在鸡鸣前无法完成桥梁建设，它们就不得不离开未完工的桥梁。也有人相信如果她们建造的桥梁少了一块石头，她们就会离开这条小河。而当人们在森林里建起小教堂后，拉米娅多会从当地消失踪迹。
拉米那会在彩虹升起的地方梳理秀发。当阳光照亮她的秀发时，彩虹就会升起。
有些地方也流传着存在雄性拉米那的传说：他们身强力壮，还在夜里建造过许多支石墓。如果屋主正在熟睡，他们有时还可能进入人们的屋内。他们有许多不同的名字，如：Maideak、Mairiak、Mairuak、Intxixuak（吉普斯夸省的奥亚尔特孙），Saindi Maidi（下那瓦拉）。这类拉米那常被描述为毛发浓密的生物。
有些地方的地名也与拉米那相关，如：Lamikiz（位于马尔基纳-克塞门）、Laminaputzu（位于塞亚努里）、Lamitegi（位于贝代欧（Bedaio））、Lamirain（位于阿拉诺）、Lamusin （位于萨尔）以及Lamiñosin（位于阿陶恩）等。

## 圖庫

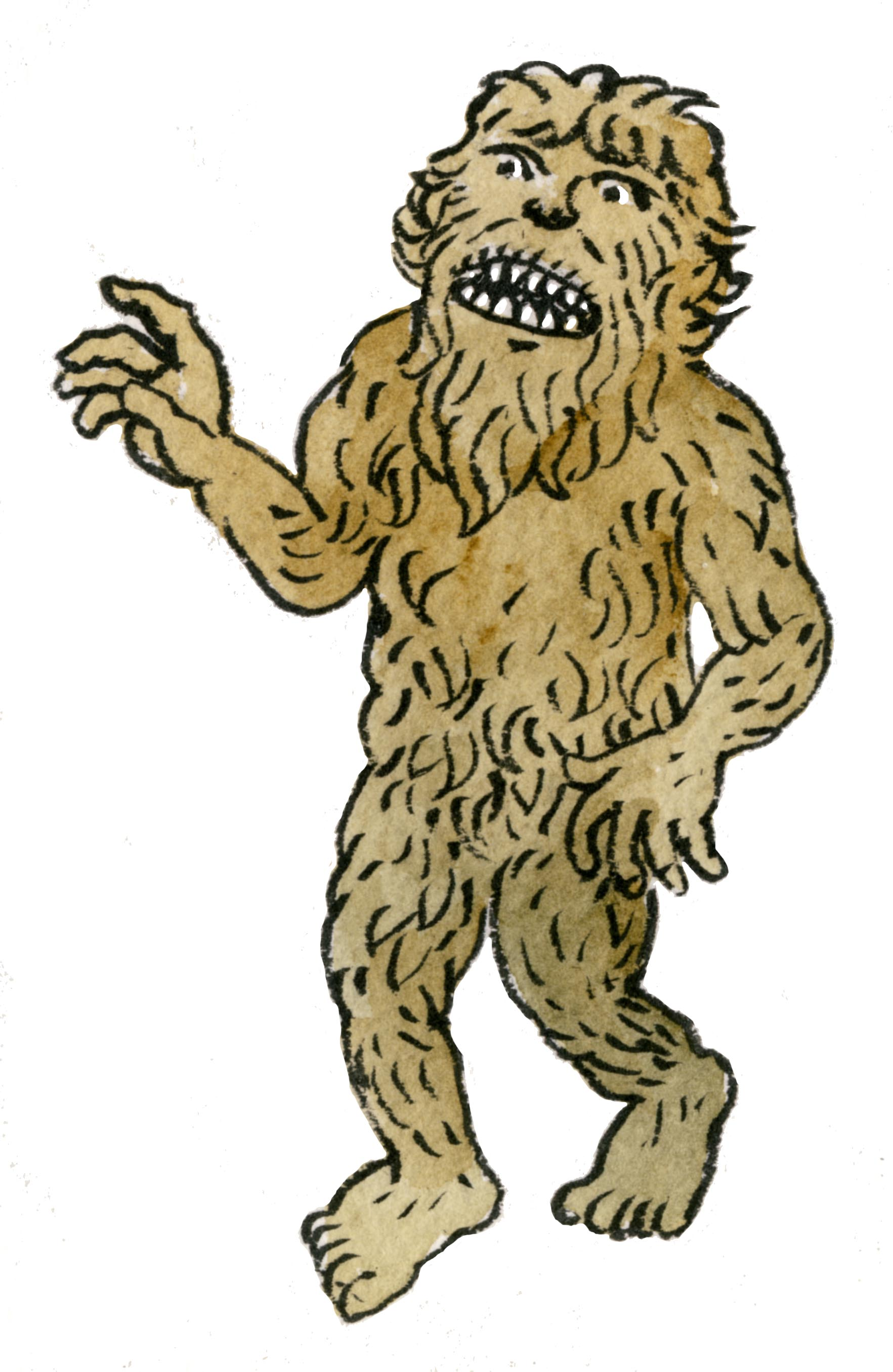
毛发浓密版的拉米娜想象图。
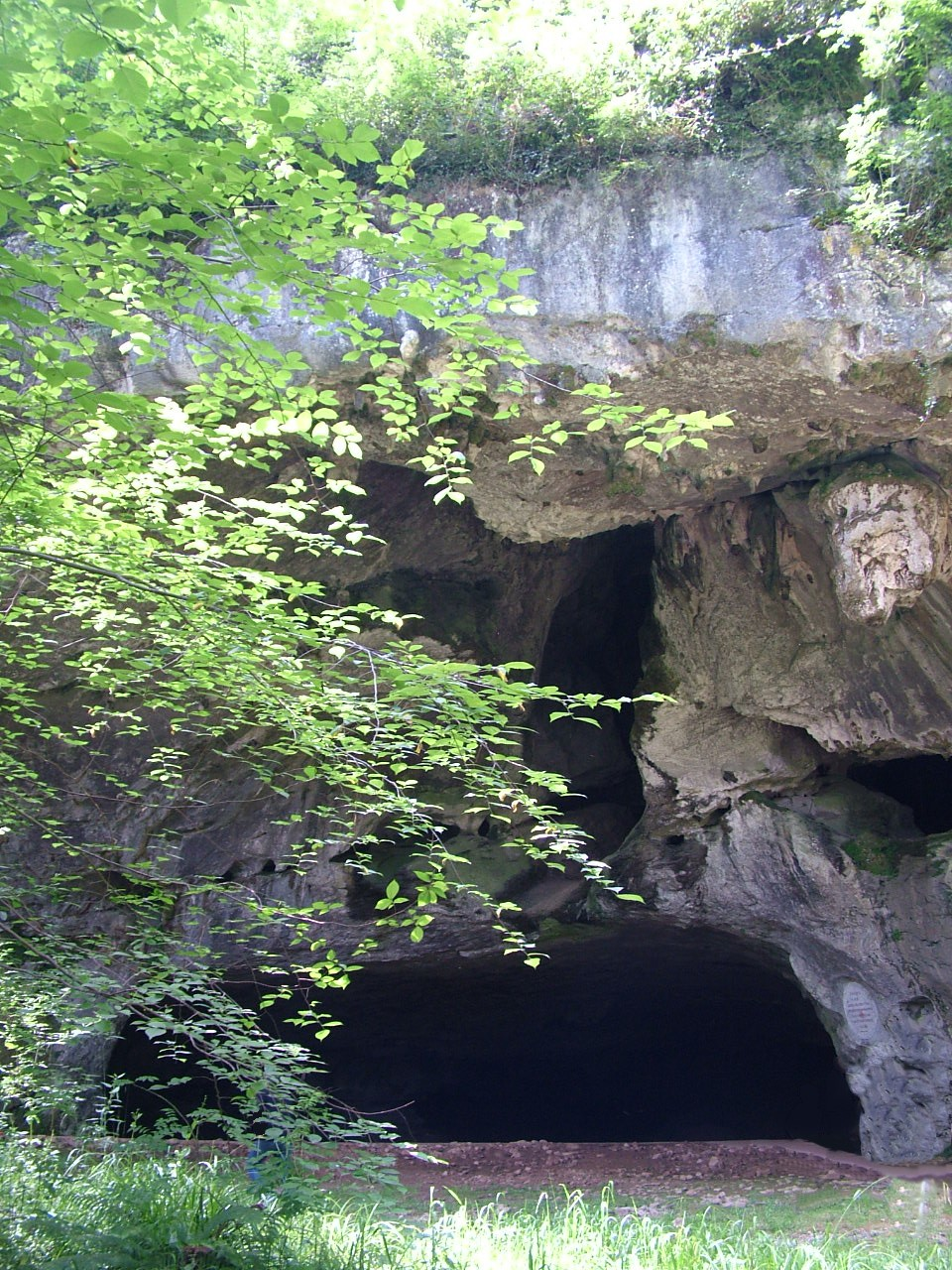
在一些传说中，位于法国阿基坦的塞壬洞（法语：Grottes de Sare）也是拉米娜所住的地方。
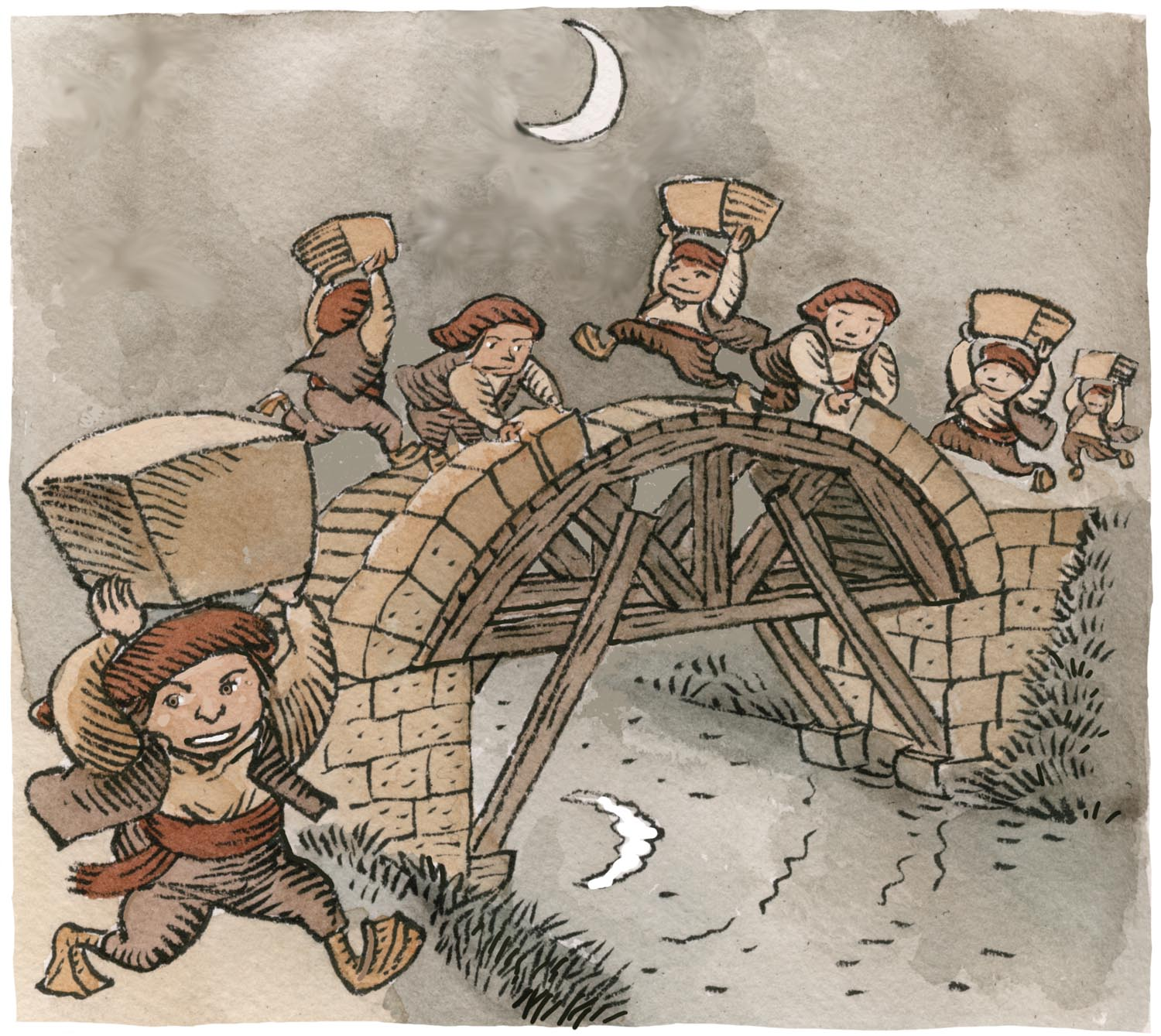
雄性拉米亚克造桥过程的想象图。
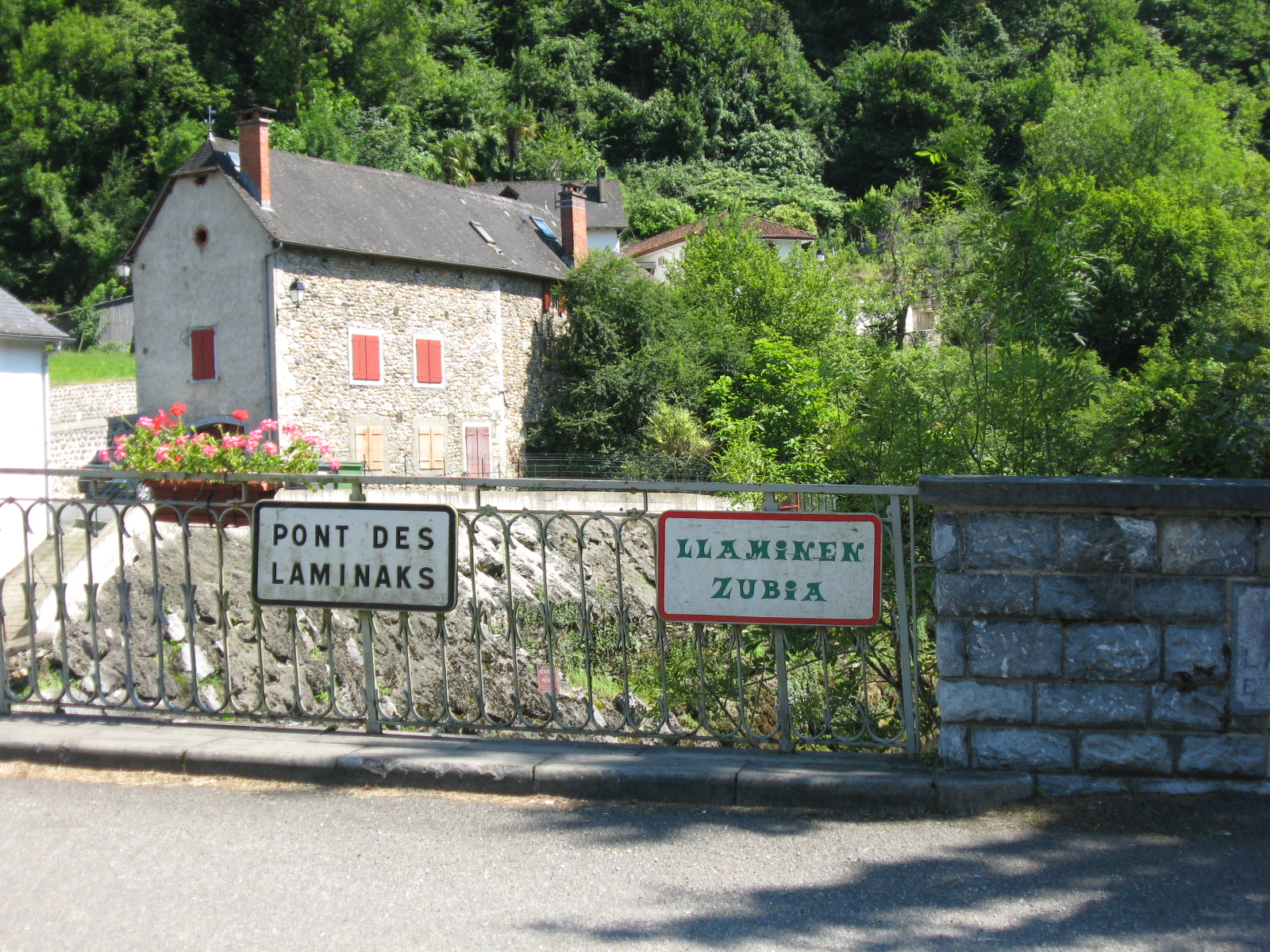
这座位于法国利克-阿泰雷的桥上挂着的牌子上写有“为拉米那造的桥”。
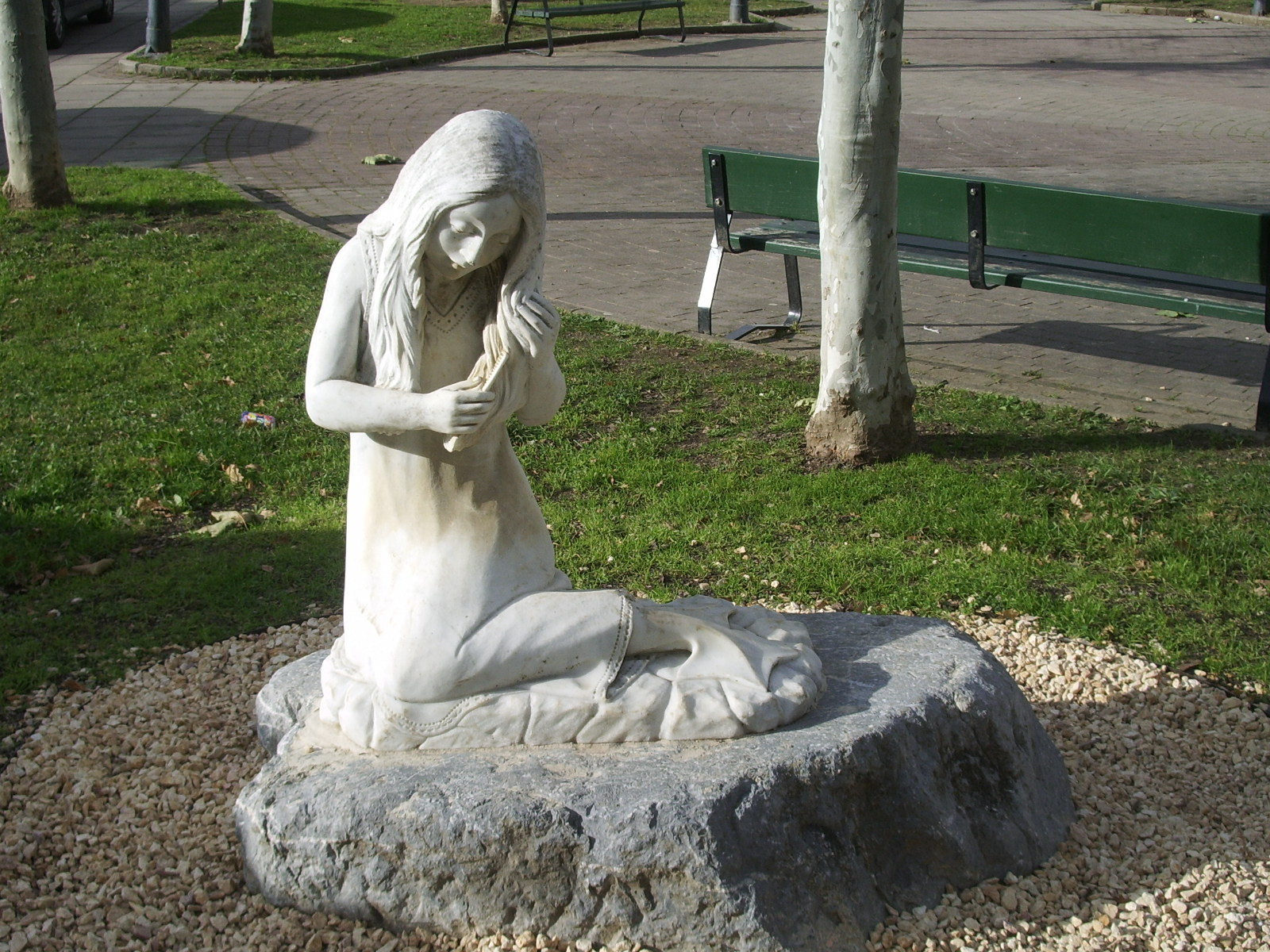
位于吉普斯夸省蒙德拉贡Garagartza的一座拉米娜雕像。

## 參见
- 巴萨遥（英语：Basajaun）
- 玛丽（英语：Mari (goddess)）
- 精灵与鞋匠的故事（英语：The Elves and the Shoemaker）